# Viksøyri
Viksøyri este o localitate din comuna Vik, provincia Sogn og Fjordane, Norvegia, cu o suprafață de 1,26 km² și o populație de 1.195 locuitori (2013).